# Kepler-78
Désignations
Kepler-78, également désignée KIC 8435766, est une étoile de la constellation du Cygne, située à ∼ 407 a.l. (∼ 125 pc) de la Terre. Elle possède une planète découverte en 2013, Kepler-78 b.